# Pavlovs hus

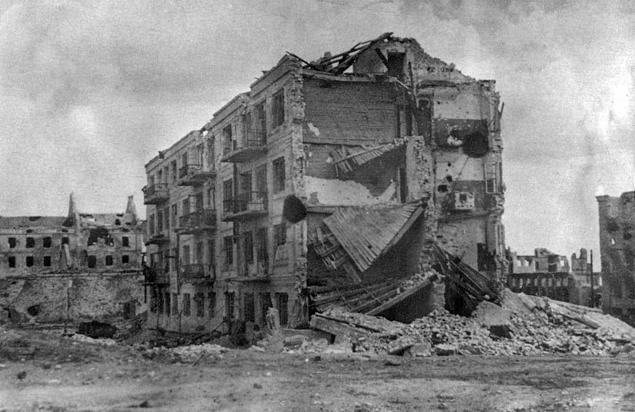
Pavlovs hus år 1943.

Pavlovs hus (ryska: дом Павлова, Dom Pavlova) är det namn som har blivit populärt i Ryssland om ett hus i slaget vid Stalingrad 1942–1943. Dess namn kommer från sergeant Jakov Pavlov (1917–1981), som förde befäl över en pluton som försvarade ett fyravåningshus som låg vid strandbrinken till Volga.
Efter de inledande striderna var de bara fyra kvar som försvarade huset under ett antal dagar innan förstärkningar anlände (cirka 25 soldater). Med förstärkningarnas hjälp byggdes försvarsställningar med minor och taggtråd runt byggnaden, kulsprutenästen och antitankgevär i källare, fönster och tak plus ett antal granatkastare.
För att säkra kommunikationerna grävdes en löpgrav till de egna linjerna; väggar och golv slogs ut för att underlätta förflyttning i huset. 
Under 59 dagar från den 23 september till den 25 november 1942 anföll de tyska styrkorna om och om igen, med infanteri, pansar och flyg. Den 25 november slogs tyskarna tillbaka av de ryska styrkorna och Pavlov, hans män och ett antal civila (som vistats i huset under hela slaget) befriades.
Pavlovs hus fick en stor symbolisk betydelse för ryssarna och den ryska propagandamaskinen skrädde inte orden, utan skrev att tyskarna förlorade fler soldater utanför detta hus än när de intog Paris (vilket kanske är en sanning med lite modifikation). Pavlov dekorerades med utmärkelsen Sovjetunionens hjälte.